# Iza Mlakar
Iza Mlakar, slovenska odbojkarica, * 14. november 1995.
Mlakarjeva je s slovensko žensko odbojkarsko reprezentanco nastopila na Evropskem prvenstvu 2015. Na klubskem nivoju od leta 2015 igra v klubu Branik Maribor.